# A (album Ascetoholixu)
A – trzeci album studyjny polskiej grupy muzycznej Ascetoholix. Wydawnictwo ukazało się w październiku 2001 roku nakładem wytwórni muzycznej Camey Studio. Nagrania zostały wyprodukowane przez członka zespołu Donia. Scratche wykonał związany ze składem Slums Attack – DJ Decks. Wśród gości na płycie znaleźli się Owal/Emcedwa, Wiśniowy, MCN, Karolina oraz Pięć Dwa Dębiec. W ramach promocji zostały zrealizowane teledyski do utworów „Grunt/Maraton” i „Już dawno”, odpowiednio w reżyserii Tomasza Zasowskiego i Sylwestra Latkowskiego.

## Lista utworów
Opracowano na podstawie materiału źródłowego.
1. Ascetoholix – „Intro” (produkcja: Doniu) – 01:05
2. Doniu, Kris, Liber – „Już dawno” (produkcja: Doniu) – 03:47
3. Kris, Liber – „Maraton” (produkcja: Doniu, scratche: DJ Decks) – 03:18
4. Doniu, Kris, Liber – „Nie gap się” (produkcja: Doniu) – 03:37
5. Doniu, Kris, Liber – „Siano” (produkcja: Doniu, gościnnie: Owal/Emcedwa, scratche: DJ Decks) – 04:40
6. Liber – „Oglądając się w tył” (produkcja: Doniu) – 04:16
7. Doniu, Kris, Liber – „Grunt” (produkcja: Doniu, gościnnie: Pięć Dwa Dębiec) – 04:01
8. Doniu – „Brak mi słów” (produkcja: Doniu, scratche: DJ Decks) – 04:17
9. Doniu, Kris, Liber – „W twoich stronach” (produkcja: Doniu) – 04:00
10. Doniu, Kris, Liber – „Sarmaci” (produkcja: Doniu) – 03:51
11. Kris – „Prestiż” (produkcja: Doniu, gościnnie: Wiśniowy) – 03:31
12. Doniu, Kris – „Piramida” (produkcja: Doniu) – 03:57
13. Doniu, Kris, Liber – „Monopol” (produkcja: Doniu) – 03:16
14. Doniu, Kris, Liber – „Mity” (produkcja: Doniu) – 03:45
15. Doniu, Kris, Liber – „Nie ważne co mówią” (produkcja: Doniu, gościnnie: MCN, Karolina) – 04:26
16. Doniu, Kris, Liber – „Już dawno (Remix)” (produkcja: Doniu) – 03:44